# Catalansche Konstante
Die catalansche Konstante, üblicherweise mit {\displaystyle G} bezeichnet, ist eine mathematische Konstante. Sie ist der Wert der Reihe
{\displaystyle \sum _{n=0}^{\infty }{\frac {(-1)^{n}}{(2n+1)^{2}}}=1-{\frac {1}{3^{2}}}+{\frac {1}{5^{2}}}-{\frac {1}{7^{2}}}+\cdots ,}
also der Wert {\displaystyle \beta (2)} der dirichletschen Betafunktion an der Stelle 2. Die Konstante ist nach Eugène Catalan benannt. Ihre Irrationalität wird vermutet, ist aber bis heute unbewiesen. Bekannt ist, dass unendlich viele der Zahlen {\displaystyle \beta (2k),k=1,2,3,\ldots }, irrational sein müssen, dabei mindestens eine von {\displaystyle \beta (2),\beta (4),\beta (6),\beta (8),\beta (10),\beta (12)} und {\displaystyle \beta (14)}.

## Geschichte und Bezeichnung
Catalan bezeichnete diese Konstante in einer Arbeit von 1867 mit {\displaystyle G} und gab zahlreiche Integral- und Reihendarstellungen dafür an.

## Wert
Ein Näherungswert ist
{\displaystyle G=0,91596\ 55941\ 77219\ 01505\ 46035\ 14932\ 38411\ 07741\ 49374\ 28167\ \dots } (Folge A006752 in OEIS)
Derzeit (5. Juli 2022) sind, nach einer Berechnung von Seungmin Kim vom 9. März 2022, 1.200.000.000.100 Nachkommastellen bekannt. Diese Berechnung dauerte auf einem Cluster mit 24 Prozessoren und ca. 440 GB Arbeitsspeicher knapp 49 Tage.

## Weitere Darstellungen
Es gibt eine reichhaltige Fülle anderer Darstellungen, ein Bruchteil davon wird im Folgenden wiedergegeben:

### Integraldarstellungen
Integrale von Logarithmen und Arkusfunktionen:
{\displaystyle G=-\int _{0}^{1}{\frac {\ln x}{x^{2}+1}}\,{\rm {d}}x}
{\displaystyle G=\int _{0}^{1}{\frac {\arctan x}{x}}\,{\rm {d}}x}
{\displaystyle G=\int _{0}^{1}\!\!\int _{0}^{1}{\frac {1}{1+x^{2}y^{2}}}\,{\rm {d}}x\,{\rm {d}}y}
{\displaystyle G={\frac {1}{2}}\int _{0}^{\infty }{\frac {\arctan(x)}{x{\sqrt {x^{2}+1}}}}\mathrm {d} x}
{\displaystyle G={\frac {1}{2}}\int _{0}^{1}{\frac {\arcsin(x)}{x{\sqrt {1-x^{2}}}}}\mathrm {d} x}
{\displaystyle G=\int _{0}^{1}{\frac {1}{2x}}{\bigl [}4\arcsin {\bigl (}{\frac {1}{2}}{\sqrt {2}}\,x{\bigr )}-\arcsin(x){\bigr ]}\mathrm {d} x}
{\displaystyle G=\int _{0}^{\infty }{\frac {3\ln(x^{2}+x+1)}{4(x^{2}+1)}}\mathrm {d} x-{\frac {\pi }{4}}\operatorname {arcosh} (2)}
Integrale mit Hyperbelfunktionen:
{\displaystyle G=\int _{0}^{\infty }{\frac {x}{2}}\operatorname {sech} (x)\,\mathrm {d} x}
{\displaystyle G={\frac {1}{2}}+\int _{0}^{\infty }{\frac {x}{(x^{2}+1)^{2}}}\operatorname {csch} {\bigl (}{\frac {\pi }{2}}x{\bigr )}\,\mathrm {d} x}
{\displaystyle G=\int _{0}^{\infty }{\frac {\pi }{4x}}\tanh(x)\operatorname {sech} (x)\,\mathrm {d} x}
Integrale von Kehrwerten der Areafunktionen:
{\displaystyle G=\int _{0}^{1}{\frac {\pi \,x}{2\,(x^{2}+1)^{2}\operatorname {artanh} (x)}}\,\mathrm {d} x}
{\displaystyle G=\int _{0}^{1}{\frac {\pi \,x}{4\,(1-x^{2})^{1/2}\operatorname {artanh} (x)}}\,\mathrm {d} x}
{\displaystyle G=\int _{0}^{\infty }{\frac {\pi \,x}{4\,(x^{2}+1)^{3/2}\operatorname {arsinh} (x)}}\,\mathrm {d} x}
Integrale von elliptischen Integralen:
{\displaystyle G={\frac {1}{2}}\int _{0}^{1}K(x)\mathrm {d} x}
{\displaystyle G=\int _{0}^{1}E(x)\mathrm {d} x-{\frac {1}{2}}}
Dabei ist K das vollständige elliptische Integral erster Art und E das vollständige elliptische Integral zweiter Art.

### Reihendarstellungen
Die Taylorsche Reihenentwicklung vom vollständigen elliptischen Integral erster Art K ergibt diese Summe:
{\displaystyle G={\frac {\pi }{4}}\sum _{n=0}^{\infty }{\frac {\mathrm {CBC} (n)^{2}}{16^{n}(2n+1)}}}
Dabei wird mit dem Kürzel {\displaystyle \mathrm {CBC} (n)=(2n)!\div (n!)^{2}} der Zentralbinomialkoeffizient repräsentiert!
Nach S. Ramanujan gilt:
{\displaystyle G={\frac {\pi }{8}}\ln \left(2+{\sqrt {3}}\right)+{\frac {3}{8}}\sum _{n=0}^{\infty }{\frac {1}{(2n+1)^{2}\mathrm {CBC} (n)}}}
Eine andere Reihe enthält die Riemannsche Zetafunktion:
{\displaystyle G={\frac {1}{16}}\sum _{n=1}^{\infty }(n+1){\frac {3^{n}-1}{4^{n}}}\zeta (n+2)\ .}
Sehr schnell konvergiert folgende Summe (Alexandru Lupaș 2000):
{\displaystyle G={\frac {1}{64}}\sum _{n=1}^{\infty }{\frac {(-1)^{n+1}\cdot 2^{8n}\cdot (40n^{2}-24n+3)\cdot (2n)!^{3}\cdot n!^{2}}{n^{3}\cdot (2n-1)\cdot (4n)!^{2}}}={\frac {1}{64}}\sum _{n=1}^{\infty }{\frac {(-1)^{n+1}\cdot 2^{8n}\cdot (40n^{2}-24n+3)}{n^{3}\cdot (2n-1)\cdot \mathrm {CBC} (n)\cdot \mathrm {CBC} (2n)^{2}}}}
Nach Jesus Guillera gelten folgende Reihen, welche schneller konvergieren, als die Reihe von Lupaş:
{\displaystyle G={\frac {1}{2}}\sum _{k=0}^{\infty }{\frac {(-8)^{k}(3k+2)}{(2k+1)^{3}{\binom {2k}{k}}^{3}}}},
{\displaystyle G=-{\frac {1}{1024}}\sum _{k=1}^{\infty }{\frac {(-4096)^{k}\left(45136k^{4}-57184k^{3}+21240k^{2}-3160k+165\right)}{k^{3}(2k-1)^{3}}}\left({\frac {(2k)!^{6}(3k)!^{3}}{k!^{3}(6k)!^{3}}}\right)}.
Nach Pilehrood gelten folgende Reihen, welche ebenfalls schneller konvergieren, als die Reihe von Lupaş:
{\displaystyle G={\frac {1}{64}}\sum _{k=1}^{\infty }{\frac {256^{k}\left(580k^{2}-184k+15\right)}{k^{3}(2k-1){\binom {6k}{3k}}{\binom {6k}{4k}}{\binom {4k}{2k}}}}},
{\displaystyle G=-{\frac {1}{64}}\sum _{k=1}^{\infty }{\frac {(-256)^{k}\left(419840k^{6}-915456k^{5}+782848k^{4}-332800k^{3}+73256k^{2}-7800k+315\right)}{k^{3}(2k-1)(4k-1)^{2}(4k-3)^{2}{\binom {8k}{4k}}^{2}{\binom {2k}{k}}}}}.

### BBP-artige Reihen
Man hat lange nach einer BBP-Reihe gesucht. Zunächst wurden nur sehr lange Exemplare gefunden. Relativ kurz ist die 9-gliedrige von Victor Adamchik (2007):
{\displaystyle {\textstyle G={\frac {3}{64}}\sum \limits _{n=0}^{\infty }{\frac {(-1)^{n}}{64^{n}}}\left({\frac {32}{(12n+1)^{2}}}-{\frac {32}{(12n+2)^{2}}}-{\frac {32}{(12n+3)^{2}}}-{\frac {8}{(12n+5)^{2}}}-{\frac {16}{(12n+6)^{2}}}-{\frac {4}{(12n+7)^{2}}}-{\frac {4}{(12n+9)^{2}}}-{\frac {2}{(12n+10)^{2}}}+{\frac {1}{(12n+11)^{2}}}\right)}}